# Teodor Peterson

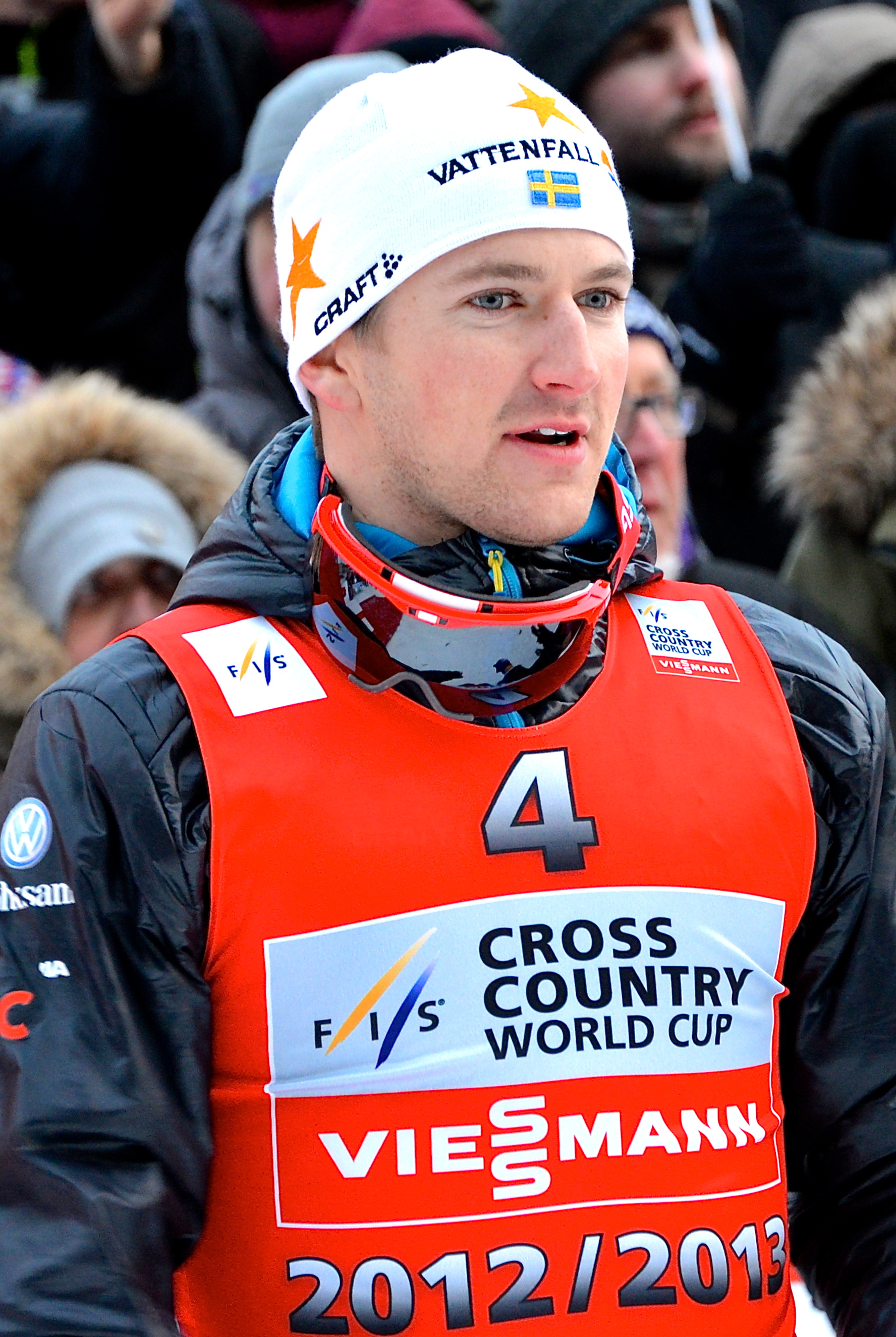
Teodor Peterson på Royal Palace Sprint i Stockholm den 20 mars 2013.

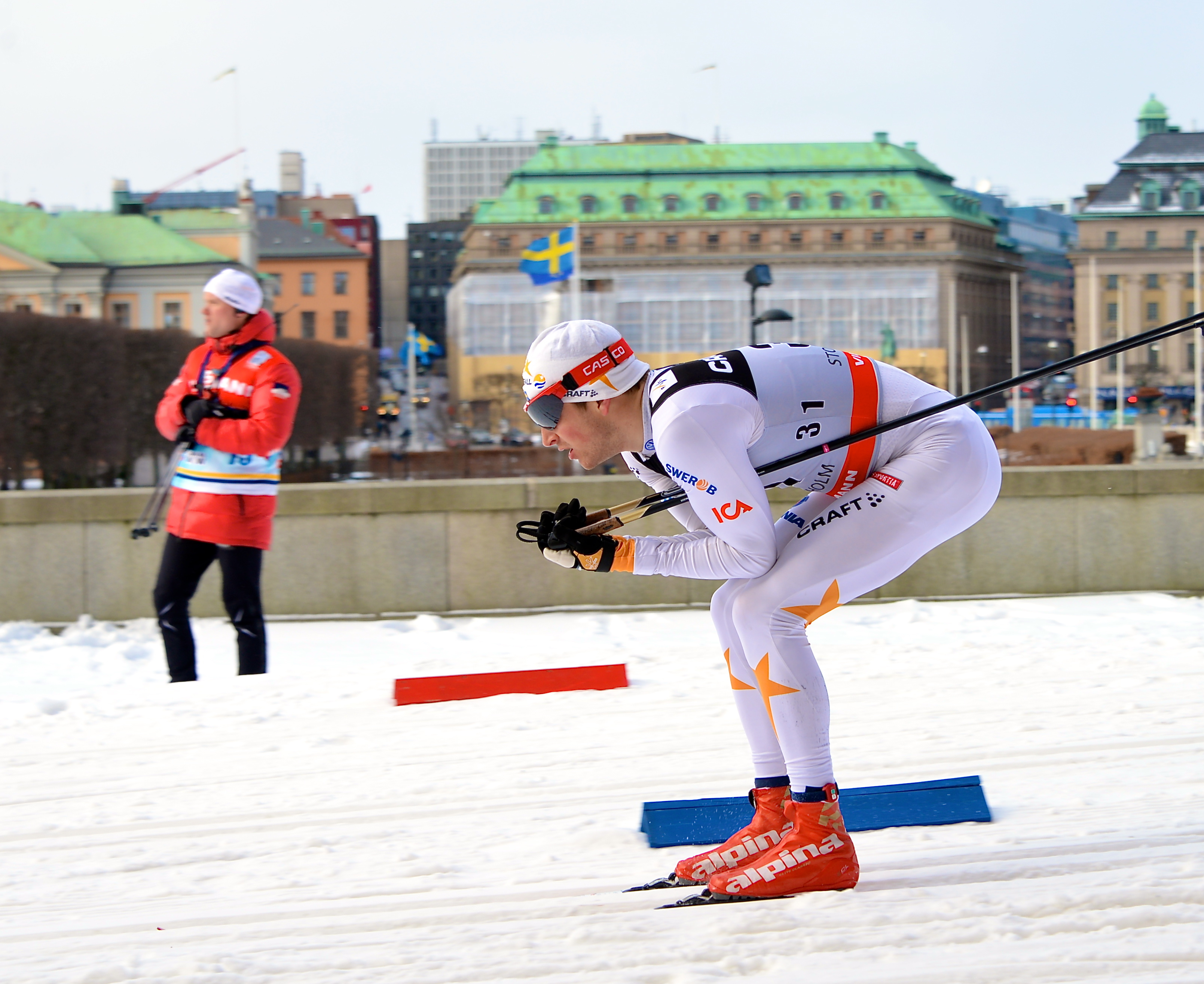
Teodor Peterson i lejonbacken vid slottet under Royal Palace Sprint i Stockholm 2013.

Teodor Anders Peterson, född 1 maj 1988 i Umeå, är en före detta svensk längdskidåkare som hade sprint som sin bästa disciplin. Han tävlade för Sågmyra SK. Han tävlade sedan slutet av år 2014 för den klubb som fostrade honom, IFK Umeå. Innan dess hade han under sju års tid Åsarna IK som klubbadress. Han vann den totala juniorcupen i längdskidåkning säsongen 2007/2008, och debuterade i längdvärldscupen i Lahtis säsongen 2009.
Peterson fick sitt genombrott säsongen 2011/2012 när han vann sprintcupen efter topp tio‑placeringar i tolv av tretton sprintlopp inklusive två vinster, tre andraplatser och en tredjeplats. Han vann den första sprinttävlingen för säsongen i Kuusamo den 25 november 2011 (etapp i Nordiska öppningen). Helgen därefter, i Düsseldorf, bärgade han segern till Sverige i sprintstafetten tillsammans med Jesper Modin. 
Peterson tog sin första individuella världscupseger den 2 februari 2012 i Moskva.
Peterson tävlade för Sverige i olympiska vinterspelen 2010 i Vancouver. Han slutade på 11:e plats i den individuella sprinten och på 15:e plats i sprintstafetten tillsammans med Marcus Hellner.
Peterson tävlade även för Sverige i VM i Oslo 2011. Där åkte han ut i kvartsfinalen och slutade på 16:e plats.
I OS i Sotji 2014 vann han en silvermedalj i fristilssprinten, efter Ola Vigen Hattestad.
Peterson avslutade sin skidkarriär efter säsongen 2019-2020.

## Världscupssegrar

### Individuellt
| Datum           | Land     | Ort     | Disciplin            |
| --------------- | -------- | ------- | -------------------- |
| 2 februari 2012 | Ryssland | Moskva  | Sprint fristil       |
| 12 januari 2013 | Tjeckien | Liberec | Sprint klassisk stil |

#### Stafett
| Datum           | Land     | Ort        | Disciplin     |
| --------------- | -------- | ---------- | ------------- |
| 4 december 2011 | Tyskland | Düsseldorf | Sprintstafett |

### Övriga segrar
| Datum            | Land    | Ort     | Disciplin                                        |
| ---------------- | ------- | ------- | ------------------------------------------------ |
| 25 november 2011 | Finland | Kuusamo | Sprint klassiskt (Etapp i nordiska öppningen)    |
| 14 mars 2014     | Sverige | Falun   | Sprint klassiskt (Etapp i världscupavslutningen) |